# Antônio Luís Afonso de Carvalho
Antônio Luís Affonso de Carvalho (Salvador, 5 de março de 1828 — Salvador, 25 de janeiro de 1892) foi um jornalista, magistrado e político brasileiro.
Foi presidente da província do Paraná, de 27 de novembro de 1869 a 20 de abril de 1870. Também presidiu a província da Bahia por duas vezes - de 1886 a 1888 e em 1889. Entre outras funções públicas, foi também titular da Secretaria de Estado dos Negócios da Justiça, no governo de Deodoro da Fonseca, da qual tomou posse em 22 de maio de 1891, sucedendo a Henrique Pereira de Lucena, o barão de Lucena. Ocupou na condição de interino a pasta da Instrução Pública, Correios e Telégrafos, naquele mesmo ano de 1891, sucedendo a João Barbalho Uchoa Cavalcanti.
Ao final do governo Deodoro em novembro de 1891, retornou ao seu estado natal, voltando a exercer a magistratura. Consta que Ao longo de sua trajetória profissional militou também no jornalismo, escrevendo para o Jornal da Bahia.
Morreu em Salvador, em 25 de janeiro de 1892.